# Le Désordre des choses
Albums de Alain Chamfort
Alain Chamfort
(2015) Symphonique Dandy
(2021)
Singles
1. Exister
Sortie : Avril 2018
2. Tout est pop
Sortie : Avril 2018
3. Les Microsillons
Sortie : Mai 2018
4. En attendant[2]
Sortie : Septembre 2018

Le Désordre des choses est le quinzième album studio d'Alain Chamfort. 
Sorti le 20 avril 2018, il a été co-produit par Johan Dalgaard,. 
Chamfort y interprète des titres écrits par Pierre-Dominique Burgaud.
L'album est nommé dans la catégorie "meilleur album" des Victoires de la musique 2019 avec Alain Bashung (vainqueur) et Christine and the Queens.

## Liste des chansons
| No  | Titre                              | Durée |
| --- | ---------------------------------- | ----- |
| 1.  | Les Microsillons                   | 3:56  |
| 2.  | Le Désordre des choses             | 3:47  |
| 3.  | Exister                            | 4:02  |
| 4.  | Tout est pop                       | 3:40  |
| 5.  | En attendant (avec Vincent Lindon) | 3:18  |
| 6.  | Les Salamandres                    | 2:50  |
| 7.  | En regardant la mer                | 4:28  |
| 8.  | Sans haine ni violence             | 3:01  |
| 9.  | Palmyre                            | 3:22  |
| 10. | Linoleum                           | 4:49  |

## Classements

### Classements hebdomadaires
| Classement (2018)                    | Meilleure place |
| ------------------------------------ | --------------- |
| Belgique (Wallonie Ultratop)         | 9               |
| France (SNEP) Top Albums Physiques   | 12              |
| France (SNEP) Top Albums Téléchargés | 6               |
| France (SNEP) Top Albums             | 32              |
| Suisse (Charts Romandie)             | 33              |

### Classement annuel
| Classement (2018)            | Meilleur place |
| ---------------------------- | -------------- |
| Belgique (Wallonie Ultratop) | 148            |